# Aérodrome de Khorog
L'aérodrome de Khorog est un aérodrome situé dans la province du Haut-Badakhchan, au Tadjikistan.
Il est à une altitude de 2 042 m, et dispose d'une piste de 1 840 m.

## Situation
| Douchanbé Bokhtar Kulob Khodjent Khorog |